# 貓龍獸屬
貓龍獸屬（學名：Aelurosaurus）是已滅絕合弓綱的一屬，屬於獸孔目的麗齒獸亞目，化石發現於南非卡魯盆地的小頭獸組合帶（Cistecephalus assemblage zone），地質年代為二疊紀晚期吳家坪階。貓龍獸的頭顱骨長13公分，完整身長估計約0.7公尺。
模式種是A. felinus，是在1881年由理查·歐文所敘述、命名。貓龍獸的屬名意為「貓蜥蜴」。之後有4個種被歸類於貓龍獸，分別為：A. angusticeps、A. felinus、A. striatidens、以及A. whaitsi。